# نهار نیمه اوت
نهار نیمهٔ اوت (ایتالیایی: Pranzo di ferragosto) یک فیلم در ژانر کمدی و درام به کارگردانی جانی دی گرگوریو است که در سال ۲۰۰۸ منتشر شد. از بازیگران آن می‌توان به جانی دی گرگوریو و والریا د فرانچیشیس اشاره کرد.